# El Coyote, Sinaloa
El Coyote är en ort i Mexiko.   Den ligger i kommunen Sinaloa och delstaten Sinaloa, i den västra delen av landet, 1 200 km nordväst om huvudstaden Mexico City. El Coyote ligger 54 meter över havet och antalet invånare är 756.
Terrängen runt El Coyote är platt. Runt El Coyote är det ganska glesbefolkat, med 32 invånare per kvadratkilometer. Närmaste större samhälle är Sinaloa de Leyva, 16,6 km norr om El Coyote. Trakten runt El Coyote består till största delen av jordbruksmark.